# Řetenice (Nicov)
Řetenice (německy Jettenitz) jsou malá vesnice, část obce Nicov v okrese Prachatice v Jihočeském kraji. Nachází se na horním toku Zlatého potoka (přítoku Losenice) asi 1,5 kilometru severozápadně od Nicova. Prochází zde silnice II/145. Na katastrální území vesnice zasahuje přírodní rezervace Amálino údolí. Řetenice leží v katastrálních územích Řetenice u Stach o rozloze 3,97 km² a Milov o rozloze 2,58 km².

## Historie
První písemná zmínka o vesnici pochází z roku 1584.

## Obyvatelstvo
| Rok            | 1869 | 1880 | 1890 | 1900 | 1910 | 1921 | 1930 | 1950 | 1961 | 1970 | 1980 | 1991 | 2001 | 2011 | 2021 |
| -------------- | ---- | ---- | ---- | ---- | ---- | ---- | ---- | ---- | ---- | ---- | ---- | ---- | ---- | ---- | ---- |
| Počet obyvatel | 366  | 312  | 348  | 306  | 320  | 325  | 352  | 70   | 70   | 45   | 17   | 11   | 12   | 18   | 13   |
| Počet domů     | 36   | 40   | 47   | 45   | 44   | 46   | 52   | 26   | 26   | 15   | 9    | 20   | 16   | 17   | 16   |

## Obecní správa
Při sčítání lidu v letech 1850–1959 Řetenice byly osadou obce Nicov, se kterým patřily nejprve do okresu Sušice, ale v roce 1950 v okrese Vimperk. V letech 1960–1992 byly částí obce Stachy v okrese Prachatice. Od 1. ledna 1993 jsou opět částí obce Nicov v okrese Prachatice.